# 제주특별자치도해양수산연구원
제주특별자치도해양수산연구원(濟州特別自治道海洋水産硏究院)은 제주특별법 제44조에 따라 해양수산진흥에 대한 수산종묘 생산기술개발 종묘양산 공급지역 특성어업에 대한 연구·기술개발 보급사업을 효율적으로 추진하기 위하여 설치된 제주특별자치도청 소속기관이다.

## 같이 보기
- 제주특별자치도청